# Stanisław Witowski (zm. 1669)
Stanisław Witowski z Popowa herbu Jastrzębiec (zm. w 1669 roku) – kasztelan sandomierski w latach 1642–1662, podkomorzy łęczycki w latach 1640–1642, chorąży większy łęczycki w latach 1632–1640, starosta kowalski w latach 1631–1649, starosta lubelski w latach 1651–1666, starosta bocheński, knyszyński, krzeczowski, nowotarski i zwoleński, pułkownik wojska powiatowego województwa sandomierskiego w 1648 roku.

## Życiorys
Poseł na sejm (1652), właściciel dóbr: Regów, Wysokie Koło i Boguszówka, Jedlińsk, starosta knyszyński w 1648 roku.
Syn Stanisława Witowskiego  (zm. 1637), kasztelana brzezińskiego, wielkorządcy krakowskiego (ok. 1616–1624), starosty nowotarskiego, założyciela m. Witów, Dzianisz, Groń, Gliczarów, Obidowa, Białka, Bukowina, Brzegi, Olcza, Poronin, także Zub i Jastrzębiec.
Matką jego była Elżbieta Korwin-Kochanowska z Kochanowa, córka Jana Kochanowskiego polskiego poety.
Deputat na Trybunał Główny Koronny z województwa łęczyckiego w latach 1640/1641. Poseł na sejm zwyczajny 1635 roku, sejm nadzwyczajny 1635 roku, sejm nadzwyczajny 1637 roku, sejm 1638 roku i sejm 1642 roku.
Był elektorem Jana II Kazimierza w 1648 roku z województwa sandomierskiego. Na sejmie 1649/1650 roku wyznaczony z Senatu na komisarza komisji wojskowej lubelskiej, która zająć się miała wypłatą zaległych pieniędzy wojsku. W latach 1655–1666, gdy był starostą nowotarskim. Był uczestnikiem konfederacji tyszowieckiej w 1655 roku.
Król Jan II Kazimierz przejeżdżał z Czorsztyna przez Nowy Targ na Śląsk.
Jako jeden z nielicznych starostów nowotarskich, uzyskał od króla w 1660 prawo poszukiwania i dobywania kruszców na obszarze starostwa nowotarskiego, a więc także w Tatrach. W 1666 na mocy przywileju król cedował starostwo nowotarskie na rzecz Jana Wielopolskiego.
W czasie Potopu szwedzkiego był dowódcą pułku jazdy (ok. 500–600 koni) podległym Stefanowi Czarnieckiemu.
Wziął udział w bitwie pod Warką w 1656 r. Był elektorem Michała Korybuta Wiśniowieckiego w 1669 roku z województwa sandomierskiego.
Fundator kościoła w Wysokim Kole k. Kozienic oraz Kościoła Apostołów Piotra i Andrzeja w Jedlińsku, kościoła Bernardynów w Krakowie (w latach 1659–1680 fundował z Zofią Ługowską).
Trzykrotnie żonaty: z Katarzyną Szamowską herbu Prus, córką Jana Szamowskiego kasztelana gostyńskiego, Konstancją Gniewosz herbu Kościesza, córką łowczego korony i Joanną Eleonorą Firlej herbu Lewart, córką Piotra Firleja kasztelana kamienickiego.